# Helga Dietrich
Helga Dietrich (Zwickau, Tercer Reich; 12 de noviembre de 1940-30 de junio de 2018) fue una botánica y profesora universitaria alemana. Trabajó en la flora de Cuba, sobre orquídeas y plantagináceas. Fue investigadora de la Universidad de Jena.

## Algunas publicaciones
- 1984. Vorläufiges Gattungs- und ArtenVerzeichnis Kubanischer Orchidaceae (Lista preliminar de los géneros y especies de Cuba). Wiss. Zeitschr. Friedrich-Schiller-Univ. Jena.

### Libros
- 1980. Bibliographia orchidacearum. Vol. 2. Universitätsbibliothek der Friedrich-Schiller-Universität Jena. 62 pp. Parte 1, A-K. 159 pp. Parte 2, L-Z. 1981. 319 pp.
- 1984. Orchideenmosaik. Universitatsbibliothek der Friedrich-Schiller-Universitat Jena. 51 pp.
- 1991. Bibliographia Orchidacearum: Aussereuropaische Arten. Ed. Universitatsbibliothek der Friedrich-Schiller-Universitat. ISBN 3-910014-21-6

- La abreviatura «H.Dietr.» se emplea para indicar a Helga Dietrich como autoridad en la descripción y clasificación científica de los vegetales.[3]